# Rosa Mota
Rosa Maria Correia dos Santos Mota (ur. 29 czerwca 1958 w Foz do Douro) – portugalska lekkoatletka, specjalizująca się w biegach maratońskich.
Jedna z najlepszych zawodniczek w historii kobiecego maratonu. Mistrzyni olimpijska z Seulu (1988), brązowa medalistka olimpijska z Los Angeles (1984). Mistrzyni świata (Rzym 1987) i trzykrotna mistrzyni Europy Ateny 1982, Stuttgart 1986, Split 1990). Zwyciężczyni prestiżowych biegów maratońskich w Rotterdamie (1983), Chicago (1983, 1984), Tokio (1986), Bostonie (1987, 1988, 1990), Osace (1990) i Londynie (1991). Rekord życiowy w maratonie – 2:23:29 (1985), wynik ten jest aktualnym rekordem Portugalii.
Dwa razy zdobyła indywidualnie srebrne medale mistrzostw świata w biegach ulicznych (Madryt 1984 oraz Lizbona 1986).

## Odznaczenia
- 1983  Dama Orderu Infanta Henryka
- 1985  Oficer Orderu Infanta Henryka
- 1987  Krzyż Wielki Orderu Infanta Henryka
- 1988  Krzyż Wielki Orderu Zasługi (Portugalia)